# Kryptor
Kryptor je pražská thrash metalová hudební skupina, která vznikla v roce 1987. Kapelu ovlivnily Slayer, Kreator a Metallica, na prvním albu je silně cítit přiznaný vliv kapely Nuclear Assault. Po spoustě koncertů po Čechách, Moravě a na Slovensku kapela ukončila činnost v srpnu 1997. V prosinci 2002 obnovila činnost a opět koncertuje. Ke konci roku 2004 odchází Pípa a nastupuje staronový zpěvák Michal, zakládající člen z roku 1987 a později též frontman skupiny Assessor. Na CD Best of Fuck Off!!! jsou dvě novinky a jedna nevydaná skladba (Samuel).

## Členové

### Současní
- Michal Roháček – Zpěv (1987, 2004–současnost)
- Filip Robovski – Bass (1987–1997, 2002–současnost)

### Bývalí
- Petr "Kuna" Buneš – Kytary (1987–1993)
- Jirka "Pupík" Plaček – Kytary (1987–1989)
- Robert Stýblo – Bicí (1987–1991, 2007–2009)
- Tomáš Roháček – Kytary (1987–1990, 2006–2009)
- Marcel "Pípa" Novotný – Zpěv (1987–1997, 2002–2004)
- Ota Hereš – Kytary (1990–1993)
- Pavel Konvalinka – Bicí (1991–1993)
- Marek Kraus – Bicí (1994)
- Mirek Kvapil – Bicí (1994–1997, 2002–2006)
- Petr Šimáček – Kytary (1994)
- Petr Škarveda – Kytary (1994)
- Jan Kodet – Kytary (1994–1996, 2012–2014)
- Leo "Lionell" Holan – Kytary (1994–1997)
- Libor Fanta – Bicí (1997)
- Robert Robovski – Kytary (2002–2013)
- Pavel "BJ Tzarr" Navratovič – Bicí (2008–2009)
- František Toman – Bicí (2013–2014)
- Tomáš Kočí – Bicí (2014–2021)

### Koncertní členové
- Alan Reisich – Bicí (1993–1994)
- Daniel Krob – Kytary (1993–1994)

## Diskografie
- 1990 – Septical Anaesthesia
- 1991 – Time 4 Crime
- 1993 – Greedpeace
- 1994 – United & Live
- 1997 – Na východní frontě boj (live)
- 2012 – Neřest a ctnost (LP, reedice dema z r. 1988)[1][2]
- 2012 – Best of Fuck Off!!!

## Dema
- 1988 – Neřest a ctnost
- 1989 – Zvratky a krev
- 1991 – Sadistic Nun Genocide in Sunar City (live)